# Casaca-de-couro-da-lama
O casaca-de-couro-da-lama (Furnarius figulus) é uma espécie de ave da família Furnariidae.
É endémica do Brasil.
Os seus habitats naturais são: florestas subtropicais ou tropicais húmidas de baixa altitude e florestas secundárias altamente degradadas.